# Związek Chłopski (1842)
Związek Chłopski (zwany też Związkiem Ściegiennego i spiskiem księdza Piotra Ściegiennego) – organizacja konspiracyjna, powstała w 1842 z inicjatywy księdza Piotra Ściegiennego.

## Charakterystyka
Związek, działający na Kielecczyźnie i Lubelszczyźnie, miał zorganizować chłopskie powstanie celem  odzyskania niepodległości i poprawy losu chłopów pańszczyźnianych. Zrzeszał chłopstwo i był popierany przez wiejski kler oraz małomiasteczkową inteligencję.
Opierał się przede wszystkim o charyzmę Ściegiennego, więc jego aresztowanie w 1844, w przededniu wybuchu planowanego powstania, wraz z częściową dekonspiracją doprowadziły do końca istnienia organizacji.